# ヴァレンティーナ・フィオリン
バレンティーナ・フィオリン（Valentina Fiorin, 1984年10月9日 - ）は、イタリアの元女子バレーボール選手。ヴィゴノーヴォ出身。ポジションはアウトサイドヒッター。イタリア代表。

## 来歴
8歳からバレーボールを始める。2003年に18歳でイタリア代表入り。2005年ワールドグランプリでは、日本のメディアにセレナ・オルトラーニと共にイタリアのツインレフトと呼ばれた。
2006年、日本で開催された世界選手権に出場し、4位となった。2007年のワールドグランプリで銅メダルを獲得した。
2011-2012年シーズンは、Vチャレンジリーグの上尾メディックスでプレーした。
2013年、5年ぶりに代表へ復帰し、同年のFIVBワールドグランプリ、欧州選手権などに出場した。

## 所属クラブ
- Fossò （1998-1999年）
- Petrarca Sartori Padova （1999-2000年）
- Club Italia （2000-2001年）
- ヴィチェンツァ・バレー （2001-2003年）
- テオドラ・ラヴェンナ （2003-2004年）
- Caoduro Cavazzale （2004-2005年）
- Bigmat Chieri （2005-2007年）
- バレー・ベルガモ （2007-2008年）
- RCカンヌ （2008-2010年 ）
- スペス･コネリアーノ （2010-2011年）
- 上尾メディックス （2011-2012年）
- イモコ･コネリアーノ （2012-2015年）
- サヴィーノ・デルベーネ・スカンディッチ（2015-2016年）
- FVブスト・アルシーツィオ（2016-2017年）